# 佩申斯岩
佩申斯岩（英語：Patience Rocks），是南極洲的岩石，位於阿德萊德島南端，處於阿維安島西北面2.8公里，由英國南極名稱諮詢委員會命名，現時由南極條約體系管理。
 本条目引用的公有领域材料来自美国地质调查局的文档 《佩申斯岩》 （資料來自地名信息系统）。